# Грей-Гарднер, Робин
Робин Грей-Гарднер (англ. Robyn Grey-Gardner; род. 6 сентября 1964[…], неизвестно) — австралийская гребчиха, выступавшая за сборную Австралии по академической гребле в 1980-х годах. Бронзовая призёрка летних Олимпийских игр в Лос-Анджелесе, чемпионка Игр Содружества, победительница и призёрка многих регат национального значения.

## Биография
Робин Грей-Гарднер родилась 6 сентября 1964 года в городе Аделаида, штат Южная Австралия.
Занималась академической греблей во время учёбы в Аделаидском университете, состояла в университетской гребной команде, неоднократно принимала участие в различных студенческих соревнованиях. Позже проходила подготовку Сиднее в местном гребном клубе Mosman Rowing Club и в Австралийском институте спорта.
Начиная с 1982 года регулярно выступала в зачёте национальных первенств Австралии, побеждала и становилась призёркой в распашных дисциплинах двоек, четвёрок и восьмёрок.
Первого серьёзного успеха на взрослом международном уровне добилась в сезоне 1984 года, когда вошла в основной состав австралийской национальной сборной и благодаря череде удачных выступлений удостоилась права защищать честь страны на летних Олимпийских играх в Лос-Анджелесе. В составе четырёхместного экипажа, куда также вошли гребчихи Карен Бранкур, Марго Фостер, Сьюзан Чепмен и рулевая Сьюзан Ли, финишировала в решающем заезде третьей позади экипажей из Румынии и Канады — тем самым завоевала бронзовую олимпийскую медаль. При всём при том, на этих соревнованиях из-за бойкота отсутствовали некоторое сильнейшие команды, такие как ГДР и СССР, и конкуренция была ниже.
После лос-анджелесской Олимпиады Грей-Гарднер ещё в течение некоторого времени оставалась в составе гребной команды Австралии и продолжала принимать участие в крупнейших международных регатах. Так, в 1986 году она выступила на чемпионате мира в Ноттингеме, однако здесь в распашных рулевых четвёрках сумела квалифицироваться лишь в утешительный финал B и расположилась в итоговом протоколе соревнований на седьмой строке. Также в этом сезоне побывала на Играх Содружества в Эдинбурге, откуда привезла награды серебряного и золотого достоинства, выигранные в рулевых четвёрках и восьмёрках соответственно.
Завершила спортивную карьеру по окончании сезона 1988 года. Впоследствии проявила себя как учёный-эколог, занималась проблемой снабжения питьевой водой засушливых регионов.